# Килски канал
Килският канал (на немски: Nord-Ostsee-Kanal, NOK), до 1948 година наричан канал „Кайзер Вилхелм“ (Kaiser-Wilhelm-Kanal), е воден път на територията на Северна Германия, провинция Шлезвиг-Холщайн.
Започва от гр. Кил и завършва край устието на р. Елба. Съединявайки Балтийско със Северно море, каналът има голямо икономическо и стратегическо значение за всички балтийски държави, най-вече като по-кратък път от балтийските проливи.
Kаналът функционира от 1895 г. Режимът на корабоплаване по него се урежда в законодателството на Германия и договорите ѝ с други държави. С правилата на плаване по Килския канал се разрешава преминаване на чуждестранни търговски кораби във всяко време на денонощието след плащане на такса или получаване на пропуск. За преминаване на чуждестранни военни кораби е установен разрешителен режим с предварително искане и задължителен пилотаж, както и при спазването на редица други изисквания.
Дължината на канала е 98 километра, ширината – над 100 метра, а дълбочината – 11 метра. Завършва с двойка шлюзове на всяка страна.